# Julia Madrigal
Julia Madrigal Bermúdez es una ilustradora y dibujante de cómic española del siglo XXI, ganadora en 2019 del premio Eisner. En 2018, reemplaza a Max Sarin en la realización de dos números del cómic Giant Days, trabajo que le valió, al igual que a los otros dos autores de la serie, John Allison y Max Sarin,  dos premios Eisner en julio del  2019.

## Biografía
Comenzó su formación en la Escuela Superior de Dibujo Profesional ESDIP, donde realizó un curso de cómic de El Taller impartido por Kenny Ruiz. Entre los años 2010 y 2014 se graduó en Bellas Artes por el Centro de Estudios Superiores Felipe II de la Universidad Complutense de Madrid y durante los años 2015 y 2016 terminó su formación cursando el Máster de Ilustración en ESAT en Valencia (España).
Madrigal colaboró entre los años 2009 y 2014 en la realización de los números 2, 3, 4, 5 y 6 del fanzine Andergraün, ganador del premio a mejor fanzine por su número 3 en ExpoCómic 2010. Durante el año 2013 da inicio a sus trabajos dentro de K-Art Studio e imparte el Taller de cómic para el ExpoCómic de Madrid. También participa con La noche del buitre en la obra colectiva de El Taller: 2ª Temporada, editada por la Editorial Dibbuks, junto con otros autores. Asimismo, presenta su obra en exposiciones colectivas como la del Espacio Trapezio o la de El Taller en ExpoCómic, ambas en Madrid.
Durante los años siguientes desarrolla distintas actividades relacionadas con el mundo de la ilustración, compatibilizándolo con su trabajo como vendedora en Orbital Comics desde 2014 y con la crítica al rechazo que sigue causando la mujer en el fandom.
En 2018 participa en los números 38 y 39 de Giant Days editado por la editorial Boom! Box y que cuenta la historia de tres chicas universitarias, por la que obtuvo el premio Eisner junto a John Allison y Max Sarin, a la mejor publicación de humor y a la mejor serie regular, los premios fueron entregados en la Comic-Con de San Diego en julio de 2019.
También en el 2018 continúa su ascenso participando en la realización The Wicked + The Divine: The Funnies #1 (ONE-SHOT), de la editorial Image Comics y en la confección del Homenaje a Azpiri 1947-2017 del sello Apache Libros. Y en 2019 publica su segundo libro de bocetos.

## Premios
- 2019 : Premio Eisner (con John Allison y Max Sarin) a la mejor serie y a la mejor publicación humorística.